# Арпитания
Арпитания — неологизм, которым называется совокупность регионов, где используется или использовался в прошлом арпитанский язык.

## Термин
Сами термины «Арпитания» и «арпитанский язык» являются ретронимами, появившимися лишь в XX веке. Происходят они от местного произношения названия «Альпы». Ранее для арпитанского языка использовалось предложенное итальянским лингвистом Грациадио Асколи наименование «франко-провансальский».

## География
К традиционным арпитаноговорящим областям относятся Савойя, Дофине, Лионнэ, департаменты Рона и Изер во Франции, романоговорящая часть Швейцарии (Романдия), где арпитанский язык почти вытеснен к настоящему времени французским, регион Валле-д’Аоста, северо-запад Пьемонта.

## История
Арпитания является достаточно искусственным понятием, основанном на относительном лингвистическом единстве арпитанского языка. Она никогда в прошлом не представляла собой единого политического или литературно-языкового целого. В XX веке идет стремительная языковая ассимиляция населения Арпитании — особенно далеко зашёл этот процесс в Швейцарии и некоторых регионах Франции, где только старшее поколение в сёлах использует арпитанские говоры. Во второй половине XX века появились группы активистов, пытающиеся воспрепятствовать ассимиляции. Именно они ввели в оборот и активно пропагандируют термин «Арпитания» (построенный по образцу Окситании) и историческое единство всех арпитанских территорий.